# ザ・サード ワールド ウォー
『ザ・サード ワールド ウォー』 (the third world war) は、1993年11月26日に日本のマイクロネットから発売されたメガCD用ソフトシミュレーションゲーム。
プレイヤーは世界の16ヵ国から自国を選択、軍事・経済・外交・内政をこなし、軍事的あるいは経済的支配エリアを拡げ規定の勝利条件を目指す内容。ゲームシステムはターン制ストラテジーとなっている。
開発はマイクロネットが行い、プロデューサーはメガCD用ソフト『ヘビーノバ』（1991年）を手掛けた村上晶彦、プログラムは後にコナミから発売されたPlayStation用ソフト『ビシバシスペシャル』（1998年）を手掛けた堀川謙太郎が担当している。
ソフトのパッケージには、発売当時のアメリカ合衆国大統領であったビル・クリントンに似た人物と、同じく当時イラク大統領であったサダム・フセインに似た人物がにこやかに握手をしている絵が描かれている。

## ゲーム内容

### システム
- 軍事
  - 徴兵や部隊編成、兵器開発等を行い、軍備の増強を計る。部隊編成や戦闘モードで直接指揮できるのは陸軍のみであり、他の空・海・軌道(宇宙)軍は支援戦力として補助的な位置にある。また巡航ミサイルや核爆撃、攻撃衛星等で都市攻撃も可能であるがその代償は大きい。巡航ミサイルや核爆撃を連発すると、全面核戦争が勃発してゲームオーバーとなる。
  - 戦闘はリアルタイム式で、投入した陸軍部隊を各個に行動指示する。空・海・軌道の各軍は直接行動させるのではなく、指定地点への時間差攻撃のみとなる。

- 経済政策
  - 主に投資により相手エリアの経済支配を画策する。またテロ支援や革命支援も可能で相手国の弱体化を図る。
  - 目的エリアの経済支配が空白の場合、軍事占領するとそのエリアは自動的に自国の経済支配下となる。しかし目的エリアを他の国が経済支配下に置いていた場合は、軍事占領するとそのエリアは経済支配が自国のものとならずに空白となる。

- 外交
  - 条約や協定を結ぶ、あるいは破壊工作で敵国の弱体化を狙う。

- 内政
  - 主たる目的は税収の増強と治安強化。特に産業育成を行い、GNPを上げる＝税収を増やす必要がある。本ゲームにおけるメイン行動と言っても良い。

### 勝利条件・敗北条件
勝利条件
- 軍事的勝利
  - 全85エリア中、51エリアでの軍事支配を確立する
- 経済的勝利
  - 全85エリア中、60エリアでの経済支配を確立する

敗北条件
- 軍事支配地域を全て失う
- 時間経過によるプレイヤーの死亡
- 全面核戦争の勃発

## スタッフ
- チーフ：M.カトー
- プログラム：M.カトー、堀川謙太郎、池田貴之、常田稔、SKELETON
- グラフィック：をたぼう、奈良岡勇一郎、本間仁、小田桐孝一、のむやん
- 作曲、編曲、音源制作：田中遊梦、PIRATA、KAPPA、ファンダンゴ
- ナレーション：篠原正典
- SE、セリフ、TD：Studio メディアD
- 音声効果、編集：（株）ミツエーリンクス
- デジタイズ：常田稔
- システムサポート：釈迦
- 広報：PAGE BOY、おじゃえ、奈良岡勇一郎
- スペシャル・サンクス：黄木薫、Extream Staff、SNM、アルバイター、宮村恭子、池田俊也
- 資料映像：WTN、CNN
- プロデュース：村上晶彦

## 評価
メガCD版
- ゲーム誌『ファミコン通信』の「クロスレビュー」では、6・5・5・6の合計22点（満40点）となっている、『メガドライブFAN』の読者投票による「ゲーム通信簿」での評価は以下の通りとなっており、18.6点（満30点）となっている。

| 項目 | キャラクタ | 音楽 | お買得度 | 操作性 | 熱中度 | オリジナリティ | 総合 |
| 得点 | 3.8        | 3.2  | 3.0      | 2.8    | 2.8    | 3.0            | 18.6 |
- ゲーム本『メガドライブ大全』（2004年、太田出版）では、現実世界を反映した設定に関して評価した他、古式ゆかしい戦争から大量破壊兵器などの現代での戦争まで内包されている事を指摘、アメリカ同時多発テロ事件以後において「逆に『新しい』と言える内容」と肯定的に評価した。